# 短瓣蓍
短瓣蓍（学名：Achillea ptarmicoides）为菊科蓍属的植物。分布于远东、俄罗斯、朝鲜、蒙古、日本以及中国大陆的东北、河北等地，生长于海拔800米至1,500米的地区，常生于河谷草甸、山坡路旁和灌丛间，目前尚未由人工引种栽培。